# مرغ توفان لیچ

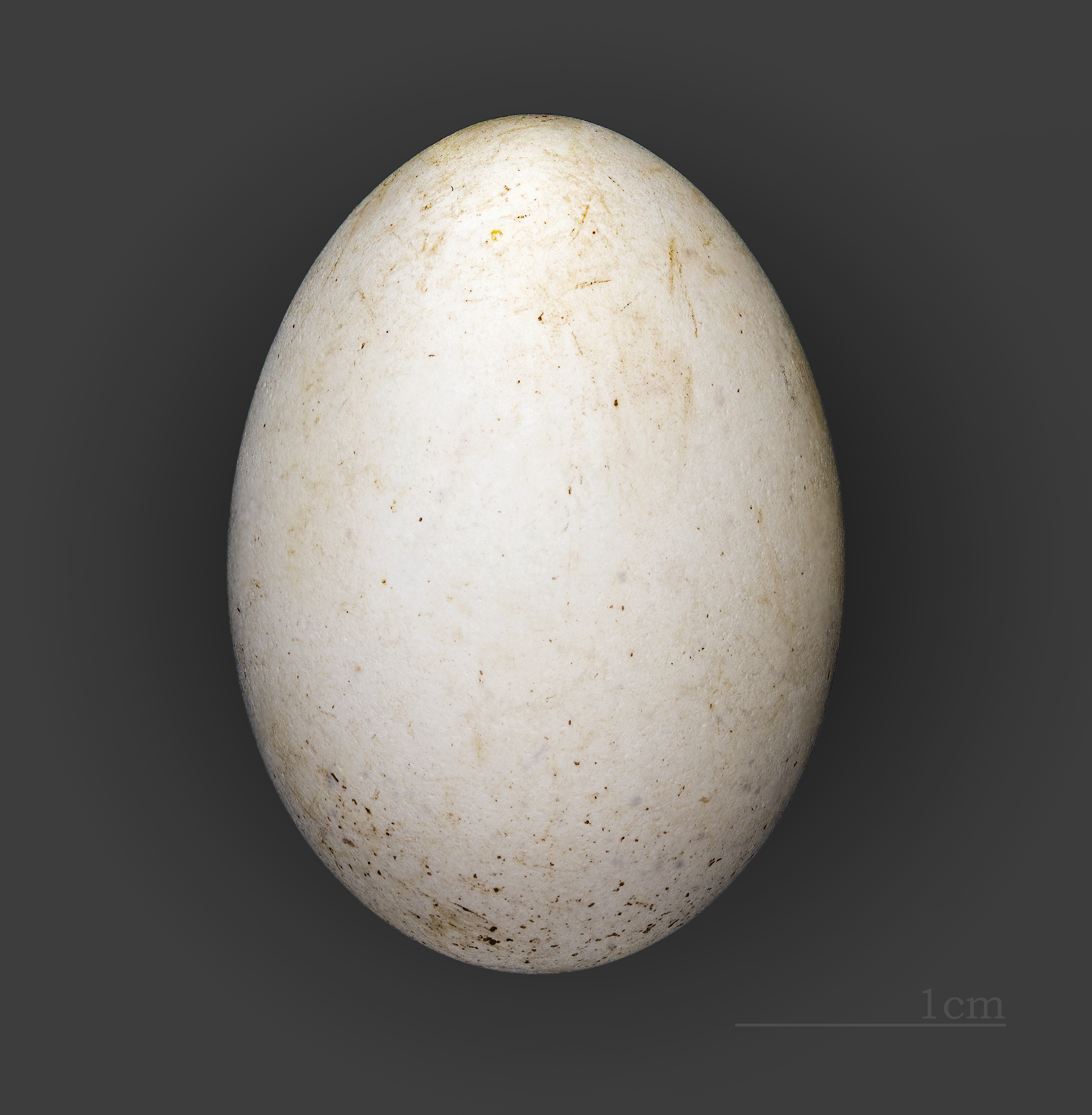
تخم مرغ.

مرغ توفان لیچ (نام علمی: Oceanodroma leucorhoa) نام یک گونه از سرده اقیانوس‌روها است.